# Kumbara Utama
Kumbara Utama is een bestuurslaag in het regentschap Siak van de provincie Riau, Indonesië. Kumbara Utama telt 1554 inwoners (volkstelling 2010).